# Rešetari
Rešetari ist eine Gemeinde in Kroatien mit 3852 Einwohnern (Volkszählung 2021). Rešetari liegt im Westen der Gespanschaft Brod-Posavina, im Südwesten Slawoniens und grenzt an die Stadt Nova Gradiška. Die Gemeinde Rešetari hat eine Fläche von 59,42 km² und nimmt damit 2,93 % der Gesamtfläche der Gespanschaft ein. Zur Gemeinde gehören der Ort selbst sowie die Dörfer Adžamovci, Brđani, Bukovica, Drežnik, Gunjavci und Zapolje.

## Geographie
Geographisch liegt die Gemeinde sehr günstig; sie ist an die Autobahn A3 und die Eisenbahnstrecke Zagreb-Vinkovci angeschlossen. Ein gut ausgebautes Netz an Landesstraßen ermöglicht gute Verbindungen nach Osijek und Požega. Die Gemeinde liegt etwa 130 km östlich der kroatischen Hauptstadt Zagreb, 30 km südlich von Požega und etwa 15 km nördlich der Grenze zu Bosnien und Herzegowina.

## Vereine
In Rešetari gibt es Pfarren in den Dörfern Zapolje und Rešetari. Ebenso gibt es Grundschulen in Adzamovci und Rešetari.
Es sind mehrere Vereine in der Gemeinde tätig, nämlich zwei Kulturvereine, mehrere Sportvereine und drei Freiwillige Feuerwehren. Der Kulturverein „Rešetari“ pflegt durch die Vereinigung der kroatischen Diaspora (Matica Hrvatskih Iseljenika) gute Beziehungen zu den Vereinigungen der Auslandskroaten und tritt regelmäßig im Ausland auf.

## Wirtschaft
Die Träger der wirtschaftlichen Aktivitäten in der Gemeinde Rešetari sind in erster Linie kleine und mittlere Unternehmen, Gewerbetreibende, Händler, Transportunternehmer und Landwirte. Rešetari verfügt über ca. 5500 ha landwirtschaftlicher Flächen.
Das Budget der Gemeinde belief sich 2008 auf 9.732.060,00 Kuna, was einem Betrag von 1.331.335,00 € entspricht.

## Bevölkerung
Die erste Erwähnung des Ortes wird auf 1407 datiert. Nach dem Durchbruch der Osmanen (1533–1536) floh die kroatische Bevölkerung Richtung Westen. Gleichzeitig drang in die verlassenen Ortschaften die muslimische und serbische Bevölkerung Nordbosniens ein. Nach dem Rückzug der Osmanen floh auch die muslimische Bevölkerung und Serben und Kroaten aus Bosnien wurden angesiedelt. Ende des 19. Jahrhunderts und mit dem Bau der Eisenbahn kam es zu einer Kolonialisierungswelle aus dem deutschsprachigen Raum, aus Tschechien und Ungarn, sowie aus den kroatischen Provinzen Gorski Kotar, Lika und Zagorje.
Nach dem Zweiten Weltkrieg (1941–1945) kam es zu Vertreibungen der deutschsprachigen Bevölkerung, Siedler kamen aus anderen Regionen Kroatiens. Nach dem Ausbruch des Unabhängigkeitskrieges 1991 kam es wieder zu großen Bevölkerungsbewegungen und sehr viele Serben verließen das Land.
Die Volkszählung aus dem Jahre 2011 zeigt, dass 98,42 % Kroaten sind und nur 1,58 % auf folgende Minderheiten entfallen:
Serben, Italiener, Albaner, Montenegriner, Ungarn und Ukrainer.

## Geschichte
Aus der Zeit der großen Völkerwanderungen im 6. Jahrhundert und der Ansiedlung der Kroaten auf dem heutigen Staatsgebiet gibt es keine schriftlichen Spuren, so dass die ersten Dokumente aus dem späten Mittelalter datieren. In den Geschichtsquellen wird Rešetari zum ersten Mal 1407 in der Auflistung der Ortschaften im Požega-Tal erwähnt. Damals hieß der Ort Resetarowich Villa. Die Bezeichnung Villa bedeutete, dass die Ortschaft eine Kirche besaß. Dies war die katholische Kirche des Johannes des Täufers.
Die bekannteste Herrscherfamilie war die der Zapoljski. Das Herrengut erstreckte sich zwischen Rešetari und Vrbje. Aus dieser Familie stammt auch der kroatisch-ungarische König Ivan Zapolja (1527–1540)/dt. Johann Zápolya.
Nach der Machtübernahme des osmanischen Sultans Suleyman des Prächtigen beginnt schon im Jahre 1521 die Eroberung Slawoniens. Nach der Niederlage der christlichen Heere bei Mohács folgen Jahre der türkischen Besatzung und der Unterdrückung. Erst nach der Zerschlagung des osmanischen Heeres bei Wien (1683) begann auch die Befreiung von Rešetari. Erst 1691 konnten die Türken über die Save nach Bosnien verdrängt werden.
Danach erholte sich die ganze Region schrittweise, sowohl demographisch als auch wirtschaftlich.
Nach der Befreiung Slawoniens kam es zu wichtigen Reformen, um eine erneute Besetzung durch die Osmanen zu verhindern. So wurde die Militärgrenze eingerichtet. 1740 wurde mit dem Bau des neuen Verwaltungszentrums der Militärgrenze westlich von Rešetari begonnen. Später wurde aus der Garnison die Stadt Nova Gradiška.
Im Ersten und Zweiten Weltkrieg blieb Rešetari von den Kriegshandlungen größtenteils verschont. Im Kroatienkrieg (1991–1995) wurden der Ort und die Gemeinde wiederholt von der Luftwaffe und der Artillerie der Jugoslawischen Volksarmee unter Beschuss genommen. Sehr viele Einwohner dienten in der kroatischen Armee und trugen dazu bei, dass der Ort nicht okkupiert wurde.